# 青木半治
青木 半治（あおき はんじ、1915年7月16日 - 2010年5月30日）は、日本のスポーツ指導者、日本陸上競技連盟第5代会長。日本体育協会第11代会長。また国際陸上競技連盟とアジア陸上競技連盟でも役員を歴任し、副会長を務めた。後に終身名誉副会長。

## 来歴
千葉県長生郡太東村（現いすみ市）出身。旧制銚子商業学校（現在の千葉県立銚子商業高等学校）卒業。1938年（昭和13年）に早稲田大学商学部を卒業。
日立製作所に入社し、同年日本陸上競技選手権大会の砲丸投競技で優勝。その後は三徳工業、昭和電工を経て、1945年（昭和20年）に独立し、1946年（昭和21年）青木金属興業株式会社を設立。
会社経営の傍ら、母校の早稲田大学競走部監督を務めた。監督を務めた際の部員に河野洋平がいる。
1959年（昭和34年）に日本陸上競技連盟の常務理事、1961年（昭和36年）に理事長に就任。同年に日本体育協会評議員及び理事に就任。
1962年（昭和37年）に日本オリンピック委員会（JOC）総務主事に就任すると、その翌年の1963年（昭和38年）に財団法人オリンピック東京大会組織委員会委員に就任し、東京オリンピックの運営に尽力、1966年（昭和41年）に第11回冬季オリンピック開催地が北海道札幌市に決定すると、すぐに札幌オリンピック冬季大会組織委員会委員に就任するなど国際大会の実施に尽力した。
メキシコオリンピック日本代表選手団副団長（1968年（昭和43年））、ミュンヘンオリンピック日本代表選手団団長（1972年（昭和47年））、ロサンゼルスオリンピック日本代表選手団名誉顧問（1984年（昭和59年））と、海外でのオリンピック開催に当たっては日本選手団の活動をバックアップするなどの活動を行っている。
1975年（昭和50年）に河野謙三（参議院議長）の後を受けて第5代日本陸上競技連盟会長に就任し、1999年（平成11年）まで12期24年間を務めた。その間、世界陸上競技選手権東京大会（1991年（平成3年））の開催成功に寄与した。こうした活動もあり、同年、国際陸上競技連盟副会長に就任している。
また、1969年（昭和44年）に日本体育協会専務理事に就任すると、1982年（昭和57年）に副会長に昇格、そして1989年（平成元年）12月には福永健司（元衆議院議長）の後を受けて第11代会長に就任し、1993年（平成5年）まで務めた。その間に各競技のプロ化や国民体育大会への外国籍選手の参加などについて積極的に取り組んだ。
1997年（平成9年）には母校早稲田大学の稲門体育会会長に就任し、早稲田大学体育会の発展に寄与した。
「どんなに弱くても、リレーはオリンピックに連れて行くべきだ。リレーが基本なのだから」との考えから、それまで暫く派遣されていなかったリレー種目をソウルオリンピック（1988年）から派遣させた。以後個々の走力のハンデを緻密なバトンパスで補う日本のリレーはオリンピックや世界陸上選手権で入賞を重ね、20年後の北京オリンピックで、男子400メートルリレー走銅メダルという快挙に繋がった。その意味では現役時代とは全く異なる種目にも広く見識を持っていた青木の功績と言える。
2010年5月30日、急性心不全のため東京都内の病院で死去。94歳没。

## 賞詞
- 藍綬褒章【1973年（昭和48年）】
- IOCオリンピックオーダー銀賞【1985年（昭和60年）】
- 勲二等瑞宝章【1986年（昭和61年）】
- 中日文化賞受賞[2]【1987年（昭和62年）】
- 朝日賞スポーツ特別賞【1996年（平成8年）】
- 東京都名誉都民【1996年（平成8年）】
- 第48回NHK放送文化賞【1997年（平成9年）】
- IAAFゴールデン ・オーダー・オブ・メリット(金勲章)【2007年（平成19年）】[3]

## 著書
- 『アスリートよ永遠なれ』（伊藤修編、早稲田大学出版部、1986年1月） ISBN 978-4657863089
- 『幸運の星の下に』（ベースボールマガジン社、1999年1月） ISBN 978-4583035628